# Abkommen vom 17. Mai
Das Abkommen vom 17. Mai war ein fehlgeschlagener Versuch während des libanesischen Bürgerkriegs, 1983 mit US-Rückhalt einen Frieden zwischen Libanon und Israel herzustellen. Von manchen war dies als ein unzulässiges Abkommen angesehen, da das Land unter israelischer und syrischer Besetzung stand, andere erkannten den Versuch, Frieden und Sicherheit im Libanon und der Region wiederherzustellen.

## Politischer Hintergrund
Das Abkommen wurde von den Vertretern der Vereinigten Staaten, Israel und Libanon am 17. Mai 1983 unterzeichnet. Libanon war zu diesem Zeitpunkt israelisch und syrisch besetzt und ein beachtlicher Anteil von Kämpfern der PLO hielt sich im Lande auf. Der libanesische Präsident Amin Gemayel war kurz zuvor gewählt worden, nachdem sein Bruder Bachir Gemayel durch syrische Mittelsleute ermordet wurde. Viele Libanesen gaben Amin Gemayel Rückhalt, da sie glaubten, seine engen Verbindungen zu den Vereinigten Staaten würden helfen, Frieden zu schaffen und die libanesische Souveränität wiederherzustellen, die sie nicht nur durch die israelische Besetzung, sondern auch durch die syrische Anwesenheit im Libanon, hauptsächlich im Norden des Landes und in der Bekaa-Ebene, gefährdet sahen.

## Bedingungen des Abkommens
Das Abkommen beendete den Kriegszustand zwischen Israel und Libanon, der seit dem Palästinakrieg von 1948 andauerte und sorgte für einen phasenweisen Abzug der israelischen Streitkräfte, unter der Bedingung der Gründung einer gemeinsamen „Sicherheitszone“ im Südlibanon entlang der gemeinsamen Grenze. Es enthielt verschiedene Klauseln hinsichtlich der Zusammenarbeit in Sicherheitsfragen zwischen Libanon und Israel, die dazu bestimmt waren, die Palästinensische Befreiungsorganisation (PLO) und andere Gruppen davon abzuhalten, in das Grenzgebiet zu infiltrieren.

## Gründe für das Scheitern
Das Abkommen traf auf starke Ablehnung durch libanesische Moslems und in der arabischen Welt, die es als eine Aufgabe interpretierten. Der Friedensschluss mit Israel durch einen einzelnen arabischen Staat war (und ist) ein Tabu und der israelisch-ägyptische Friedensvertrag von Camp David hatte zu einem zeitweiligen Ausschluss aus der Arabischen Liga geführt. Die syrische Ablehnung des Abkommens war lautstark und durch die Weigerung, seine Truppen von libanesischen Boden zu entfernen, torpedierte Damaskus die Umsetzung, da der israelische Abzug bedingte, dass Syrien dasselbe tat.
Israel bestand auf der Umsetzung des Friedensabkommens und drohte, dass es die Bedingungen mit oder ohne libanesische Zustimmung erfüllen werde, aber die öffentliche Meinung im Libanon kippte und der zerbrechliche Friedensprozess begann zu zerfallen.
Durch die libanesische Nationalversammlung wurde das Abkommen ratifiziert. Im Verlauf des Jahres 1983 geriet Präsident Gemayel jedoch unter zunehmenden militärischen und politischen Druck durch verschiedene Akteure des Bürgerkriegs, insbesondere aber durch die zu diesem Zeitpunkt mit Syrien verbündete drusische Seite. Im Spätsommer 1983 stand er kurz vor dem Rücktritt. Nur eine direkte Militärintervention der USA zugunsten der Regierungstruppen hielt ihn schließlich im Amt. Kurz nach dem schweren Bombenanschlag auf den US-Stützpunkt in Beirut am 23. Oktober 1983 brach die diplomatische und militärische Unterstützung der Amerikaner aber weitgehend weg. Nachdem die multinationale, US-geführte Truppe vom 7. Februar 1984 an vom libanesischen Festland abzog, reiste Gemayel am 17. Februar nach Damaskus. Dort erreichte er seinen Verbleib im Amt, musste dafür aber vom Inkraftsetzen des Abkommens vom 17. Mai Abstand nehmen.

## Vom israelischen Abzug zum Libanonkrieg 2006
Israel zog schließlich im Jahre 2000 einseitig aus den Positionen im Südlibanon ab, nachdem es einen langen Guerillakrieg gegen die schiitische Hisbollah geführt hatte. Der israelische Ministerpräsident Ehud Barak hatte sich im Rahmen seiner Wahlkampagne für den Abzug ausgesprochen, aber es wird allgemein angenommen, dass er dies im Glauben tat, er könne mit Syrien Frieden schließen und damit das Haupthindernis für den israelisch-libanesischen Frieden entfernen.
Als die Friedensgespräche zwischen Israel und Syrien wegen der Frage nach den Golanhöhen scheiterten, hielt Barak an dem Rückzug auch ohne Abkommen fest und veranlasste manche, speziell in der arabischen Welt, dies als Sieg der Hisbollah zu sehen. Das Ergebnis war, dass Libanon und Israel formal im Krieg blieben und Libanon offiziell die Anerkennung Israels als Staat verweigerte.
Zwischen Israel und Libanon ist ein Waffenstillstand in Kraft und betrifft den größten Teil der gemeinsamen Grenze und wird eingehalten, abgesehen von den andauernden libanesischen Luftraumverletzungen und gelegentlichen israelischen Beschüssen. Libanon erachtet jedoch das Gebiet der Schebaa-Farmen, die den Golanhöhen angehören als unter fortdauernder israelischer Militärbesetzung. Die Hisbollah bezieht sich auf dieses Problem als Grund für ihren andauernden bewaffneten Widerstand und führt gelegentliche Angriffe in diesem Gebiet aus. Israel antwortet mit Mörserbeschuss und Gegenangriffen auf Punkte entlang der Grenze. Diese Feuerwechsel verursachen gelegentlich ein Aufflackern der Kämpfe.
Die Vereinten Nationen haben darauf erkannt, dass Israel entsprechend der Resolution 425 des UN-Sicherheitsrates vollständig aus dem Libanon abgezogen ist und damit den libanesischen Ansprüchen auf die Schebaa-Farmen widersprochen. Die Vereinten Nationen und Israel erachten das Gebiet als Teil der Golanhöhen, die zu Syrien gehören und derzeit israelisch besetzt sind. Die syrische Position in dieser Angelegenheit ist etwas kompliziert: Die Regierung von Baschar al-Assad gibt dem libanesischen Verlangen auf Herausgabe der Schebaa-Farmen Rückhalt, weigert sich allerdings Karten herauszugeben, die den libanesischen Anspruch auf das Gebiet untermauern.
Nach der Zedernrevolution haben Teile des libanesischen anti-syrischen Blocks, unter anderem der Drusenführer Walid Dschumblat begonnen, die libanesischen Ansprüche auf die Schebaa-Farmen in Frage zu stellen. Dschumblat argumentierte, dass die Farmen tatsächlich syrisch seien und von Syrien und der Hisbollah nur als Grund verwendet würden, um den Status der Hisbollah als bewaffnete Miliz zu rechtfertigen.
Infolge von Angriffen der Hisbollah mit Katjuscha-Raketen auf Nordisrael und der Gefangennahme von zwei israelischen Soldaten im Grenzgebiet zwischen Zar’it und Aita asch-Scha'b kam es ab 12. Juli 2006 zu einem erneuten bewaffneten Konflikt, in dessen Verlauf die israelische Armee Ziele in gesamten Libanon Angriff und über 1000 Menschen tötete, viele davon Zivilisten. Auf israelischer Seite wurden 159 Menschen getötet. Am 16. August ist als Ergebnis der Resolution 1701 des UN-Sicherheitsrates ein Waffenstillstand in Kraft getreten. Nachfolgend haben die Streitkräfte des Libanon erstmals seit über dreißig Jahren Stellungen im südlichen Libanon bezogen und die UNIFIL-Truppen wurden auf 15.000 Soldaten aufgestockt.

## Weblink
- Vollständiger Text des Abkommens – Von der Website des israelischen Ministeriums für auswärtige Angelegenheiten (englisch)